# The Invincibles

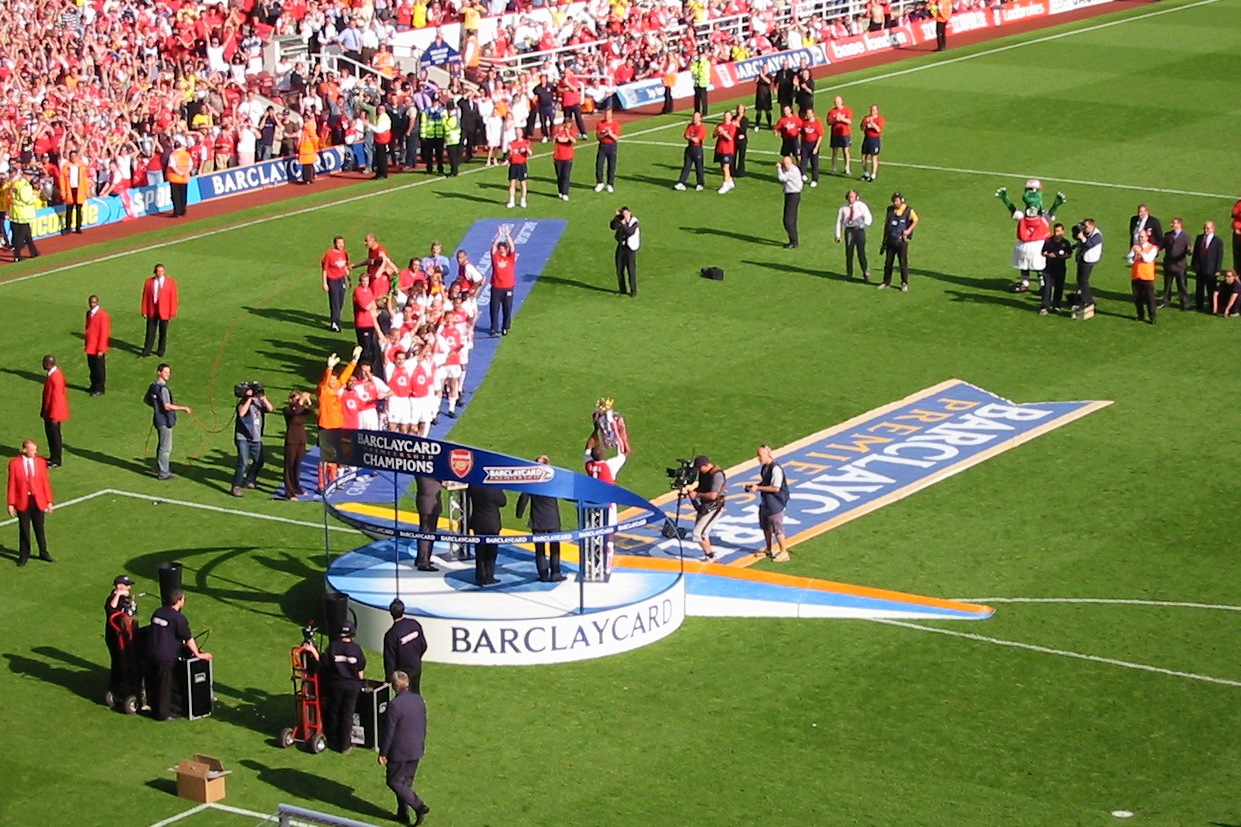
De spelers van Arsenal vieren de landstitel van 2003/04

The Invincibles (de Onoverwinnelijke; alternatief: de Onverwoestbare, de Onverslaanbare) is de bijnaam van de spelers van de Engelse voetbalclub Arsenal die ongeslagen het seizoen 2003–2004 van de Premier League wonnen onder leiding van trainer Arsène Wenger. 
The Invincibles is bovendien, en feitelijk over het algemeen, de benaming voor het geheel van spelers van Arsenal onder Wenger, een Fransman die sinds 1996 trainer was van Arsenal, dat over twee seizoenen 49 competitiewedstrijden ongeslagen bleef vanaf 7 mei 2003 tot en met 24 oktober 2004. Toen versloeg Manchester United Arsenal met 2–0 in de controversiële Battle of the Buffet. In het seizoen 2003/04 won de club 26 keer en speelde 12 keer gelijk op 38 wedstrijden. 
De laatste keer dat dit gebeurde was meteen de eerste keer. Preston North End was in het seizoen 1888/89 de allereerste Engelse landskampioen en dat zonder te verliezen. 115 jaar na datum herhaalde Arsenal dat.

## De ongeslagen reeks

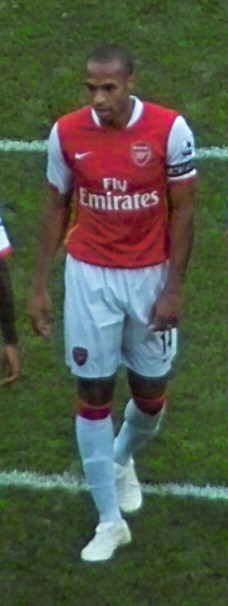
Sterspeler Thierry Henry in 2006

Op 7 mei 2003 versloegen de mannen van Arsène Wenger op spectaculaire wijze Southampton met 6–1. Robert Pirès en Jermaine Pennant scoorden een hattrick.
Vanaf dat moment zou 48 maal op rij niet meer verloren worden. Op 21 september 2003, het achtste ongeslagen duel op rij, was de ongeslagen reeks in gevaar tegen Manchester United. Ruud van Nistelrooij miste een strafschop in de absolute slotseconden, waardoor de Nederlander dé kans om de reeks voortijdig te beëindigen de nek omwrong. Op Old Trafford bleef het daardoor 0–0. Als Van Nistelrooij de strafschop niet op de lat had geschoten, was van de lange reeks geen sprake. Nadat Arsenal daar ontsnapte, werd de Premier League in mei 2004 gewonnen zonder nederlaag. 
Op 25 augustus 2004 hield de club op het eigen Highbury de punten thuis tegen Blackburn Rovers. Arsenal won met 3–0 na doelpunten van Thierry Henry, Cesc Fàbregas en José Antonio Reyes. Daarmee verbrak Arsenal het record van 42 ongeslagen wedstrijden, dat op naam stond van Nottingham Forest sinds 1978.
Op 24 oktober 2004 versloeg Manchester United Arsenal met 2–0 in de controversiële Battle of the Buffet op Old Trafford.

## Statistieken
| №  | Datum      | Wedstrijd                         | Uitslag | Doelpunten                                                      | P  |
| -- | ---------- | --------------------------------- | ------- | --------------------------------------------------------------- | -- |
| 1  | 07.05.2003 | Arsenal – Southampton             | 6–1     | 8', 22', 46' Pirès , 15', 18', 25' Pennant                      | 75 |
| 2  | 11.05.2003 | Sunderland – Arsenal              | 0–4     | 7' Henry, 39', 78', 88' Ljungberg                               | 78 |
| 3  | 16.08.2003 | Arsenal – Everton                 | 2–1     | 35' (pen.) Henry, 58' Pirès                                     | 3  |
| 4  | 24.08.2003 | Middlesbrough – Arsenal           | 0–4     | 5' Henry, 13' Gilberto Silva, 22', 60' Wiltord                  | 6  |
| 5  | 27.08.2003 | Arsenal – Aston Villa             | 2–0     | 57' Campbell, 90' Henry                                         | 9  |
| 6  | 31.08.2003 | Manchester City – Arsenal         | 1–2     | 48' Wiltord, 72' Ljungberg                                      | 12 |
| 7  | 13.09.2003 | Arsenal – Portsmouth              | 1–1     | 40' (pen.) Henry                                                | 13 |
| 8  | 21.09.2003 | Manchester United – Arsenal       | 0–0     |                                                                 | 14 |
| 9  | 26.09.2003 | Arsenal – Newcastle United        | 3–2     | 18', 80' (pen.) Henry, 67' Gilberto Silva                       | 17 |
| 10 | 04.10.2003 | Liverpool – Arsenal               | 1–2     | 31' (e.d.) Hyypiä, 68' Pirès                                    | 20 |
| 11 | 18.10.2003 | Arsenal – Chelsea                 | 2–1     | 5' Edu, 75' Henry                                               | 23 |
| 12 | 26.10.2003 | Charlton Athletic – Arsenal       | 1–1     | 39' Henry                                                       | 24 |
| 13 | 01.11.2003 | Leeds United – Arsenal            | 1–4     | 8', 33' Henry, 16' Pirès, 50' Gilberto Silva                    | 27 |
| 14 | 08.11.2003 | Arsenal – Tottenham Hotspur       | 2–1     | 69' Pirès, 79' Ljungberg                                        | 30 |
| 15 | 22.11.2003 | Birmingham City – Arsenal         | 0–3     | 4' Ljungberg, 80' Bergkamp, 88' Pirès                           | 33 |
| 16 | 30.11.2003 | Arsenal – Fulham                  | 0–0     |                                                                 | 34 |
| 17 | 06.12.2003 | Leicester City – Arsenal          | 1–1     | 60' Gilberto Silva                                              | 35 |
| 18 | 14.12.2003 | Arsenal – Blackburn Rovers        | 1–0     | 11' Bergkamp                                                    | 38 |
| 19 | 20.12.2003 | Bolton Wanderers – Arsenal        | 1–1     | 57' Pirès                                                       | 39 |
| 20 | 26.12.2003 | Arsenal – Wolverhampton Wanderers | 3–0     | 13' (e.d.) Craddock, 20', 89' Henry                             | 42 |
| 21 | 29.12.2003 | Southampton – Arsenal             | 0–1     | 35' Pirès                                                       | 45 |
| 22 | 07.01.2004 | Everton – Arsenal                 | 1–1     | 29' Kanu                                                        | 46 |
| 23 | 10.01.2004 | Arsenal – Middlesbrough           | 4–1     | 38' (pen.) Henry, 45' (e.d.) Queudrue, 57' Pirès, 68' Ljungberg | 49 |
| 24 | 18.01.2004 | Aston Villa – Arsenal             | 0–2     | 29', 53' (pen.) Henry                                           | 52 |
| 25 | 01.02.2004 | Arsenal – Manchester City         | 2–1     | 7' (e.d.) Tarnat, 83' Henry                                     | 55 |
| 26 | 07.02.2004 | Wolverhampton Wanderers – Arsenal | 1–3     | 9' Bergkamp, 58' Henry, 63' Touré                               | 58 |
| 27 | 10.02.2004 | Arsenal – Southampton             | 2–0     | 31', 90' Henry                                                  | 61 |
| 28 | 21.02.2004 | Chelsea – Arsenal                 | 1–2     | 15' Vieira, 21' Edu                                             | 64 |
| 29 | 28.02.2004 | Arsenal – Charlton Athletic       | 2–1     | 2' Pirès, 4' Henry                                              | 67 |
| 30 | 13.03.2004 | Blackburn Rovers – Arsenal        | 0–2     | 57' Henry, 87' Pirès                                            | 70 |
| 31 | 20.03.2004 | Arsenal – Bolton Wanderers        | 2–1     | 16' Pirès, 24' Bergkamp                                         | 73 |
| 32 | 28.03.2004 | Manchester United – Arsenal       | 1–1     | 50' Henry                                                       | 74 |
| 33 | 09.04.2004 | Arsenal – Liverpool               | 4–2     | 31', 50', 78' Henry , 49' Pirès                                 | 77 |
| 34 | 11.04.2004 | Newcastle United – Arsenal        | 0–0     |                                                                 | 78 |
| 35 | 16.04.2004 | Arsenal – Leeds United            | 5–0     | 6' Pirès, 27', 33' (pen.), 50', 67' Henry                       | 81 |
| 36 | 25.04.2004 | Tottenham Hotspur – Arsenal       | 2–2     | 3' Vieira, 35' Pirès                                            | 82 |
| 37 | 01.05.2004 | Arsenal – Birmingham City         | 0–0     |                                                                 | 83 |
| 38 | 04.05.2004 | Portsmouth – Arsenal              | 1–1     | 50' Reyes                                                       | 84 |
| 39 | 09.05.2004 | Fulham – Arsenal                  | 0–1     | 9' Reyes                                                        | 87 |
| 40 | 15.05.2004 | Arsenal – Leicester City          | 2–1     | 47' (pen.) Henry, 66' Vieira                                    | 90 |
| 41 | 15.08.2004 | Everton – Arsenal                 | 1–4     | 23' Bergkamp, 39' Reyes, 54' Ljungberg, 83' Pirès               | 3  |
| 42 | 22.08.2004 | Arsenal – Middlesbrough           | 5–3     | 25', 90' Henry, 54' Bergkamp, 65' Reyes, 65' Pirès              | 6  |
| 43 | 25.08.2004 | Arsenal – Blackburn Rovers        | 3–0     | 50' Henry, 58' Fàbregas, 79' Reyes                              | 9  |
| 44 | 28.08.2004 | Norwich City – Arsenal            | 1–4     | 22' Reyes, 36' Henry, 40' Pirès, 90+3' Bergkamp                 | 12 |
| 45 | 11.09.2004 | Fulham – Arsenal                  | 0–3     | 62' Ljungberg, 65' (e.d.) Knight, 71' Reyes                     | 15 |
| 46 | 18.09.2004 | Arsenal – Bolton Wanderers        | 2–2     | 31' Henry, 66' Pirès                                            | 16 |
| 47 | 25.09.2004 | Manchester City – Arsenal         | 0–1     | 14' Cole                                                        | 19 |
| 48 | 02.10.2004 | Arsenal – Charlton Athletic       | 4–0     | 33' Ljungberg, 48', 69' Henry, 70' Reyes                        | 22 |
| 49 | 16.10.2004 | Arsenal – Aston Villa             | 3–1     | 19' (pen.), 72' Pirès, 45+1' Henry                              | 25 |